# MECR
MECR (англ. Mitochondrial trans-2-enoyl-CoA reductase) – білок, який кодується однойменним геном, розташованим у людей на короткому плечі 1-ї хромосоми.  Довжина поліпептидного ланцюга білка становить 373 амінокислот, а молекулярна маса — 40 462.
| 10         |  | 20         |  | 30         |  | 40         |  | 50         |
| ---------- |  | ---------- |  | ---------- |  | ---------- |  | ---------- |
| MWVCSTLWRV |  | RTPARQWRGL |  | LPASGCHGPA |  | ASSYSASAEP |  | ARVRALVYGH |
| HGDPAKVVEL |  | KNLELAAVRG |  | SDVRVKMLAA |  | PINPSDINMI |  | QGNYGFLPEL |
| PAVGGNEGVA |  | QVVAVGSNVT |  | GLKPGDWVIP |  | ANAGLGTWRT |  | EAVFSEEALI |
| QVPSDIPLQS |  | AATLGVNPCT |  | AYRMLMDFEQ |  | LQPGDSVIQN |  | ASNSGVGQAV |
| IQIAAALGLR |  | TINVVRDRPD |  | IQKLSDRLKS |  | LGAEHVITEE |  | ELRRPEMKNF |
| FKDMPQPRLA |  | LNCVGGKSST |  | ELLRQLARGG |  | TMVTYGGMAK |  | QPVVASVSLL |
| IFKDLKLRGF |  | WLSQWKKDHS |  | PDQFKELILT |  | LCDLIRRGQL |  | TAPACSQVPL |
| QDYQSALEAS |  | MKPFISSKQI |  | LTM        |  |            |  |            |

A: Аланін

C: Цистеїн

D: Аспарагінова кислота

E: Глутамінова кислота

F: Фенілаланін

G: Гліцин

H: Гістидин

I: Ізолейцин

K: Лізин

L: Лейцин

M: Метіонін

N: Аспарагін

P: Пролін

Q: Глутамін

R: Аргінін

S: Серин

T: Треонін

V: Валін

W: Триптофан

Кодований геном білок за функцією належить до оксидоредуктаз. 
Задіяний у таких біологічних процесах як метаболізм жирних кислот, метаболізм ліпідів, біосинтез жирних кислот, біосинтез ліпідів, поліморфізм, ацетиляція, альтернативний сплайсинг. 
Білок має сайт для зв'язування з НАДФ. 
Локалізований у цитоплазмі, ядрі, мітохондрії.